# ليت غو (أغنية)
ليت غو (Let Go) هي أغنية مغربية للفنان المغربي سعد لمجرد تم تصويرها في استوديوهات باريس أطلقها مساء يوم 8 أغسطس 2017، حققت الأغنية في ظرف يومين 12 مليون مشاهدة، ودخلت في قائمة الاغاني الأكثر مشاهدة في العالم بأسره فحسب موقع World Music Awards وصلت الاغنية للرتبة الرابعة عالميا في أسبوعها الأول.

## قصة الاغنية
تحكي هذه الاغنية قصة رجل ذو قلب مكسور تعرض للغدر والاحتيال وقرر في الاخير ترك كل المعاناة وراءه والمضي قدما في الحياة بأسس جديدة.

## كلمات الاغنية
- انتبه ! : النص التالي مكتوب كما ينطق باللهجة المغربية، وقد يصعب قراءة بعض الكلمات على غير المتمرسين :

شكون للي قالك انا نجيك تاني
شكون للي قالك انا نتيق تاني
كنتي فحياتي كلشي
غدرتي ونسيتي كلشي
ومربحتي والو والو والو
ونسيتي كلشي كلشي كلشي
Alright, let go
I know you’re gonna love this one
One of a kind
أنت للي بديتي وتبعتي للي قالو
غدرتيني ومربحتي والو
شحال طلعتي ونزلتي
مخليتي مدرتي
شحال كدبتي على يامي
ومربحتي والو والو والو
ونسيتي كلشي كلشي كلشي
I know you’re gonna love this one
One of a kind
شكون للي قالك انا نجيك تاني
شكون للي قالك انا نتيق تاني
ومربحتي والو والو والو
ونسيتي كلشي كلشي كلشي

## الفيديو كليب
استطاع الفيديو كليب الذي تم تصويره في باريس حصد أكثر من 100 مليون مشاهدة في ظرف ثلاث أشهر وهو من إخراج الفرنسي اليكسدر دا سيلفا ومن كلمات وألحان سعد مجرد وتوزيع الفنان والشاعر جلال الحمداوي.